# Верхня Уфтюга
Верхня Уфтюга (рос. Верхняя Уфтюга) — село в Красноборському районі Архангельської області Російської Федерації.
Населення становить 319 осіб. Входить до складу муніципального утворення Верхньоуфтюгське сільське поселення.

## Історія
Від 2004 року входить до складу муніципального утворення Верхньоуфтюгське сільське поселення.

## Населення
| 2002 | 2010 |
| ---- | ---- |
| 412  | ↘319 |